# Streat
Streat – wieś w Anglii, w hrabstwie East Sussex, w dystrykcie Lewes. Leży 66 km na południe od Londynu. W 2007 miejscowość liczyła 179 mieszkańców.